# Jindo-gun
Jindo-gun (kor. 진도군) ist ein Landkreis in der südkoreanischen Provinz Jeollanam-do.
Der Landkreis ist nach der Hauptinsel Jindo benannt. Zum Landkreis gehören 230 Inseln, wovon 45 bewohnt sind. Die Einwohnerzahl betrug 2011 insgesamt 41.184, wovon 4855 nicht auf der Hauptinsel lebten.
17 km südlich von Jindo liegt die bekannte Insel Gwanmaedo (관매도), die zum Dadohae Nationalpark gehört, der in Jindo-gun liegt. Hajodo (하조도) ist die größte Insel von Jodo-myeon (조도면), das aus 154 Inseln besteht.

## Administrative Gliederung

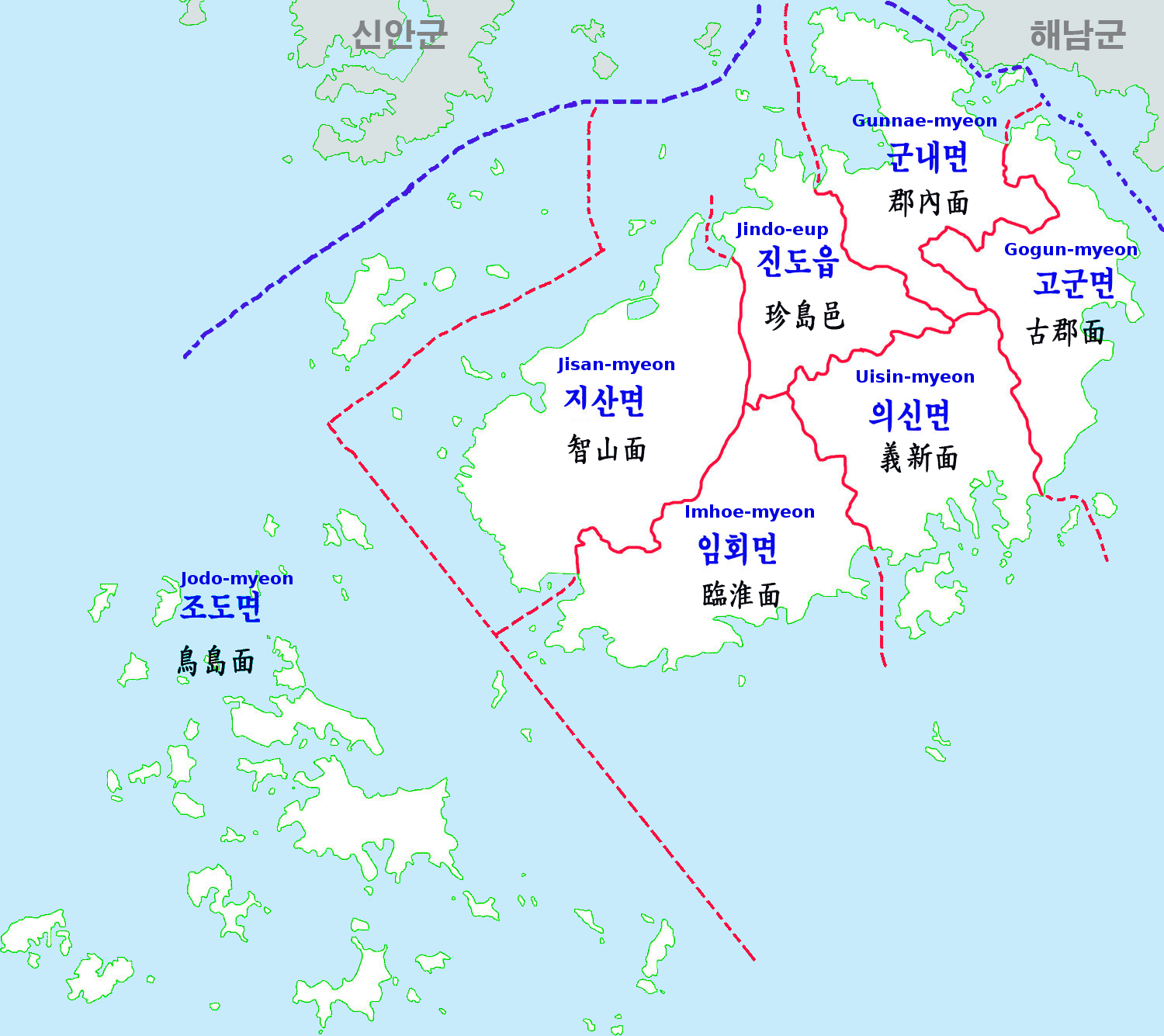
Karte der administrativen Gliederung

- Jindo-eup (진도읍, 珍島邑), Einwohner: 10.723, Größe: 44,32 km²
- Gunnae-myeon (군내면, 郡內面), Einwohner: 3607, Größe: 63,95 km²
- Gogun-myeon (고군면, 古郡面), Einwohner: 4225, Größe: 48,48 km²
- Uisin-myeon (의신면, 義新面), Einwohner: 4202, Größe: 66,25 km²
- Imhoe-myeon (임회면, 臨淮面), Einwohner: 4122, Größe: 69,62 km²
- Jisan-myeon (지산면, 智山面), Einwohner: 3986, Größe: 89,91 km²
- Jodo-myeon (조도면, 鳥島面), Einwohner: 3316, Größe: 57,11 km²